# Vitex guanahacabibensis
Vitex guanahacabibensis là một loài thực vật có hoa trong họ Hoa môi. Loài này được Borhidi miêu tả khoa học đầu tiên năm 1976 publ. 1977.